# Imam-al-Buchārī-Mausoleum

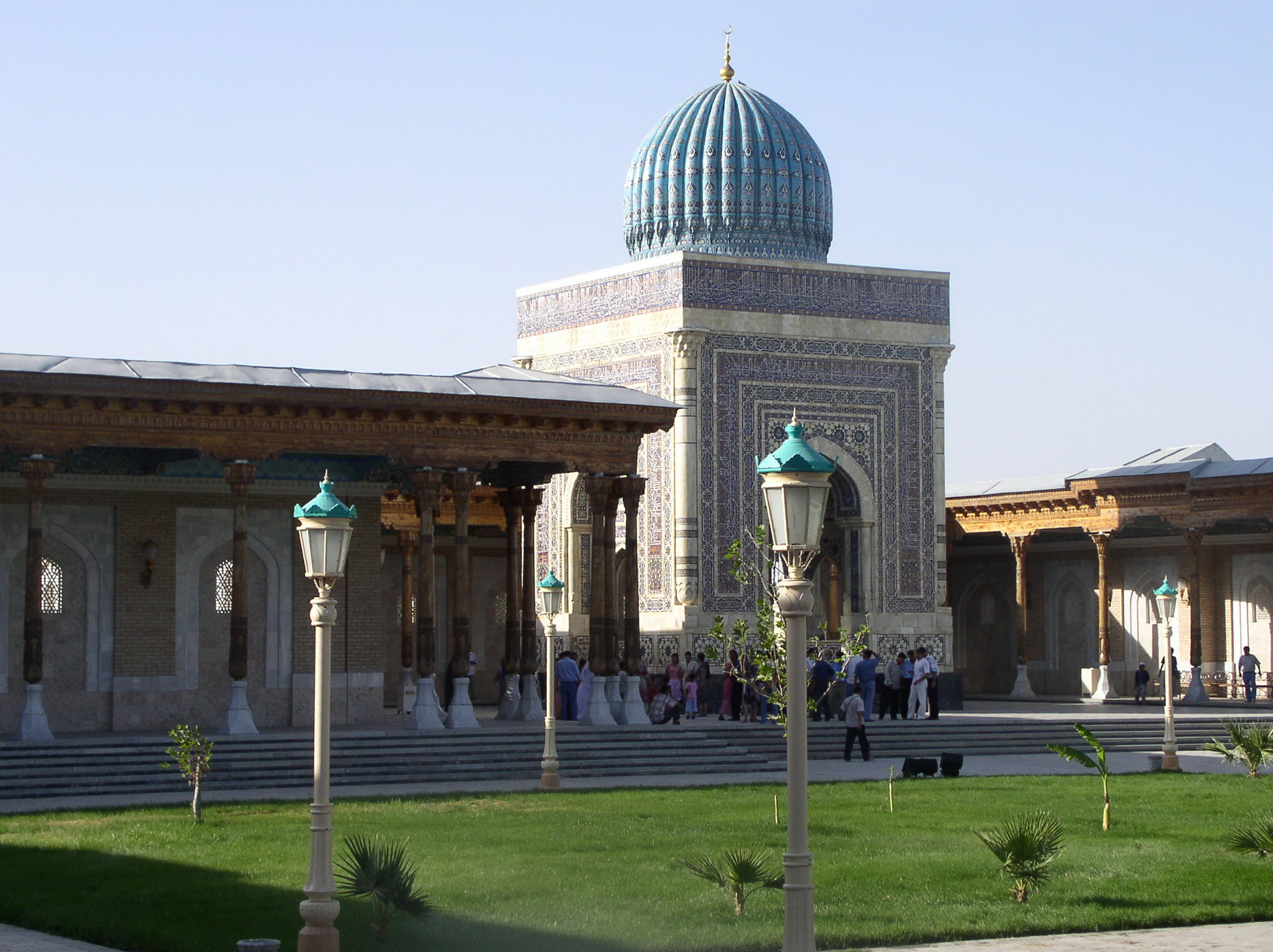
Außenansicht des Mausoleums

Das Imam-al-Buchārī-Mausoleum ist ein Gebäude im Dorf Hartang, circa 20 Kilometer nördlich von Samarqand. Die Grabstätte des islamischen Gelehrten al-Buchārī und der umliegende Gedenkkomplex gehören zu den bedeutendsten Pilgerstätten Usbekistans.

## Lage
Das Mausoleum liegt nicht unmittelbar in Samarkand, sondern nördlich der Stadt. 1998 wurde rund um das Mausoleum ein weitläufiger Gedenkkomplex erbaut, der unter anderem eine Moschee, eine Madrasa und eine Bibliothek umfasst. Das Mausoleum befindet sich auf der zentralen Achse des Gedenkkomplexes.

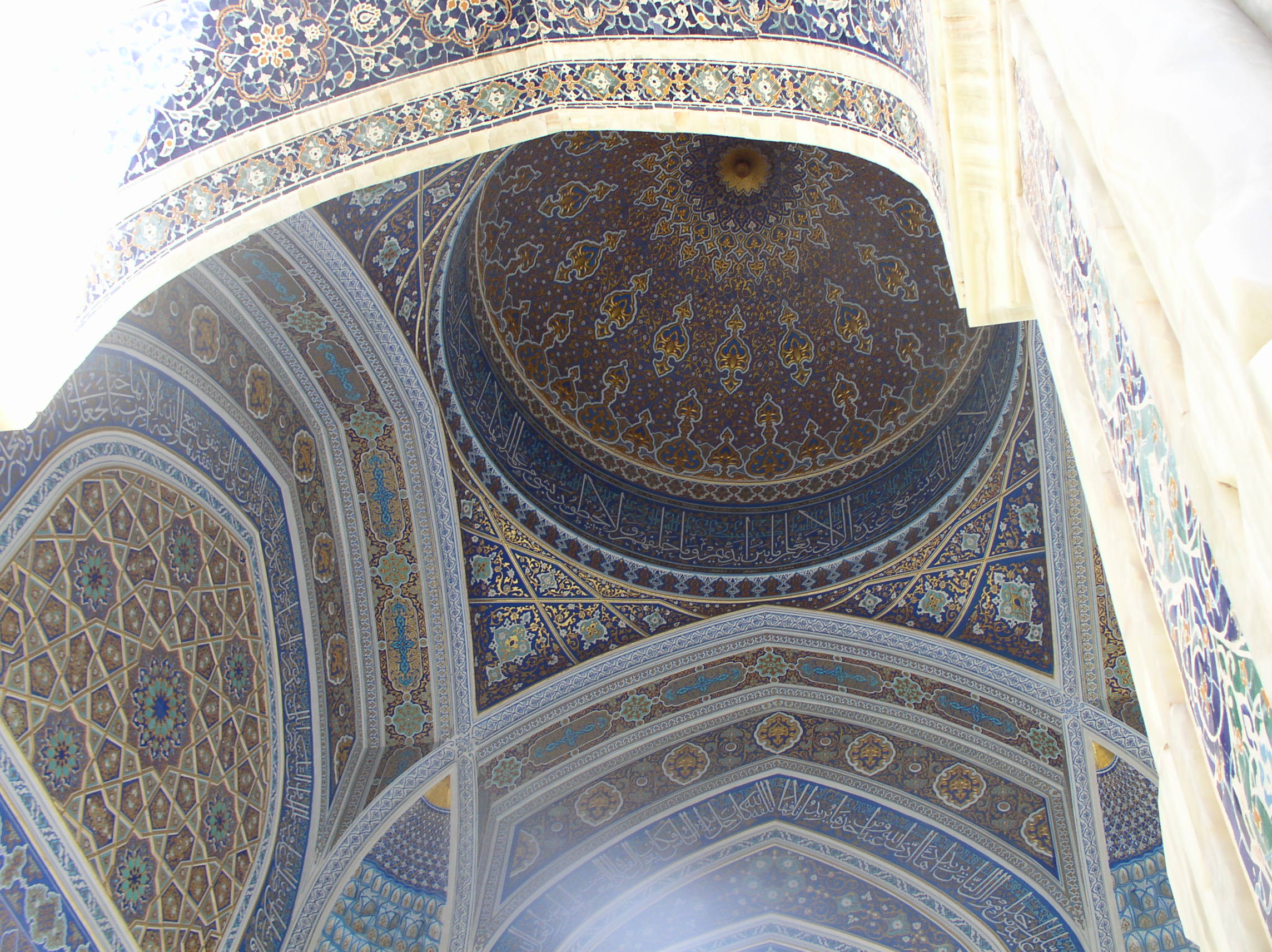
Innenseite der Kuppel

## Gestaltung
Das Mausoleum wurde im 16. Jahrhundert über dem Grab des Gelehrten al-Buchārī erbaut und weist einen quadratischen Grundriss mit einer Seitenlänge von neun Metern auf. Die Gesamthöhe des Gebäudes beträgt 17 Meter, eine Kuppel krönt den quaderförmigen Unterbau. Der zentrale Pischtak des Mausoleums bildet das Ende eines breiten, gepflasterten Wegs, der den Gedenkkomplex durchquert. Die Wände des Gebäudes sind mit grünen, blauen und weißen Fliesen verziert, die filigrane Muster bilden. Die Innenseite der Kuppel ist mit großflächigen und bunten Ornamenten verziert.

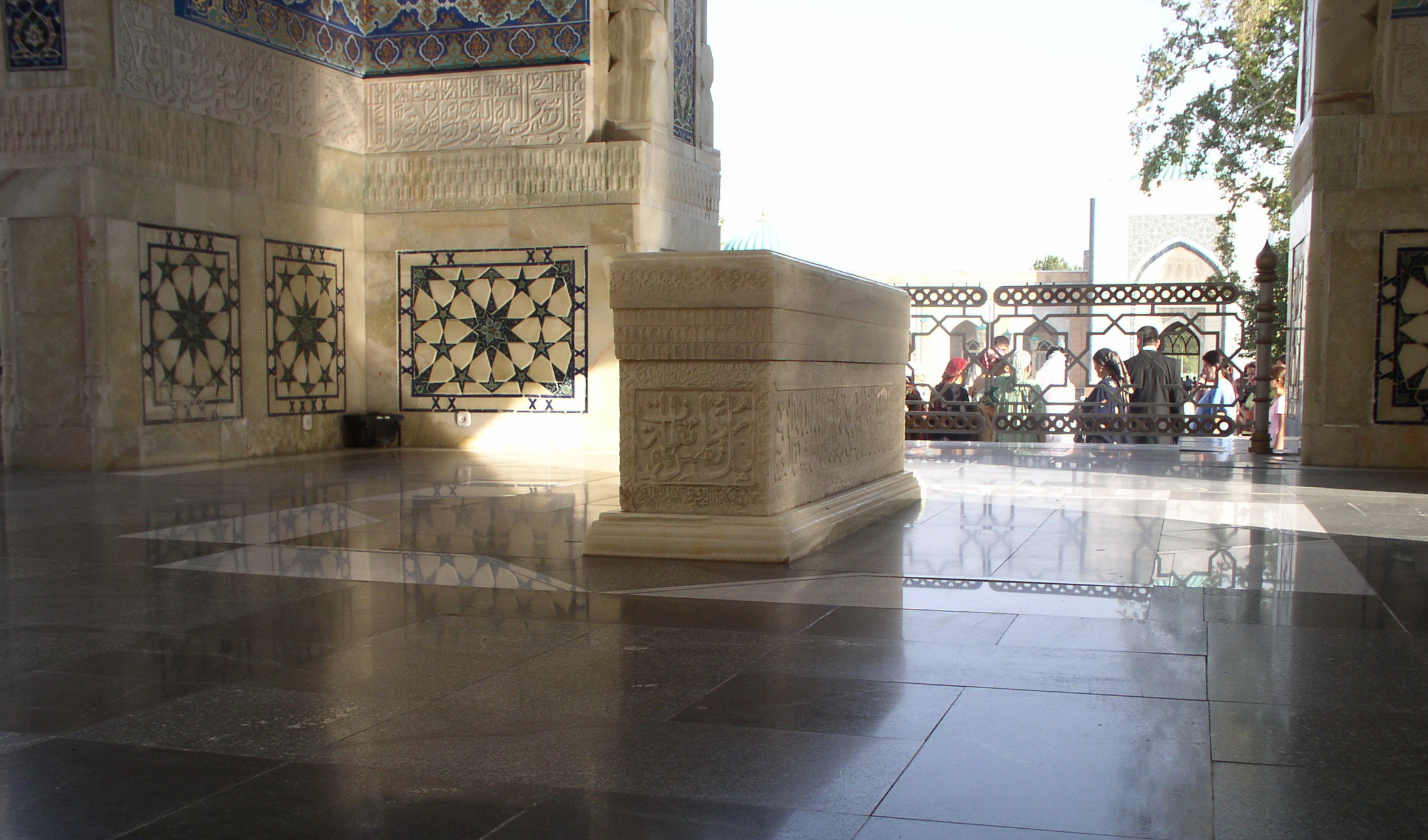
Sarkophag im Zentrum des Mausoleums

Im Zentrum des Mausoleums befindet sich das Grab al-Buchārīs und ein prachtvoller Sarkophag. Dieser ist von außen einsehbar und mit Inschriften verziert, die das Leben al-Buchārīs beschreiben. Der Boden in dem Grabraum ist aus poliertem Marmor, die Wände sind im unteren Bereich ebenfalls mit arabischen Inschriften bedeckt. Tatsächlich befindet sich der Leichnam al-Buchārīs unterhalb des Mausoleums und nicht in dem aufgestellten Sarkophag.

## Bedeutung
Dem Mausoleum kommt heute eine hohe Bedeutung als islamische Pilgerstätte zu. Während der Sowjetära waren die Pilgerreisen stark eingeschränkt worden und das Mausoleum geriet vorerst in Vergessenheit. In den 1950er-Jahren wurde das Grab auf Grund der Bedeutung al-Buchārīs für die islamische Welt wiederentdeckt und vereinzelt von Pilgern besucht. Eine deutliche Aufwertung erfuhr das Mausoleum aber erst nach der Unabhängigkeit Usbekistans. Auf Anweisung des damaligen Präsidenten Islom Karimov wurde ein großer Gedenkkomplex errichtet, der 1998 fertiggestellt wurde und heute zur Bedeutung des Mausoleums als eine der bedeutendsten Pilgerstätten des Landes beiträgt.